# Bilingüisme al Canadà

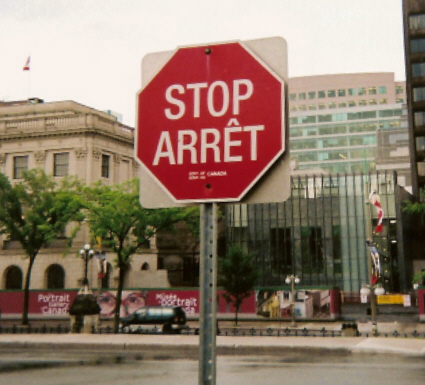
Senyal de STOP bilingüe (anglès/francès) al Parliament Hill, Ottawa: un exemple de bilingüisme a nivell del govern federal

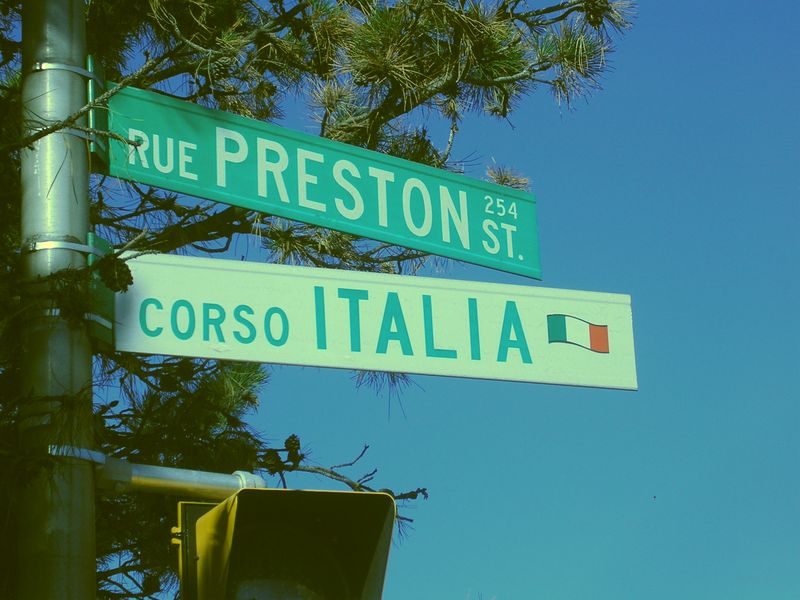
Senyal bilingüe (francès/italià) de la Preston Street (rue Preston) a la Little Italy d'Ottawa: un exemple de bilingüisme a nivell del govern municipal

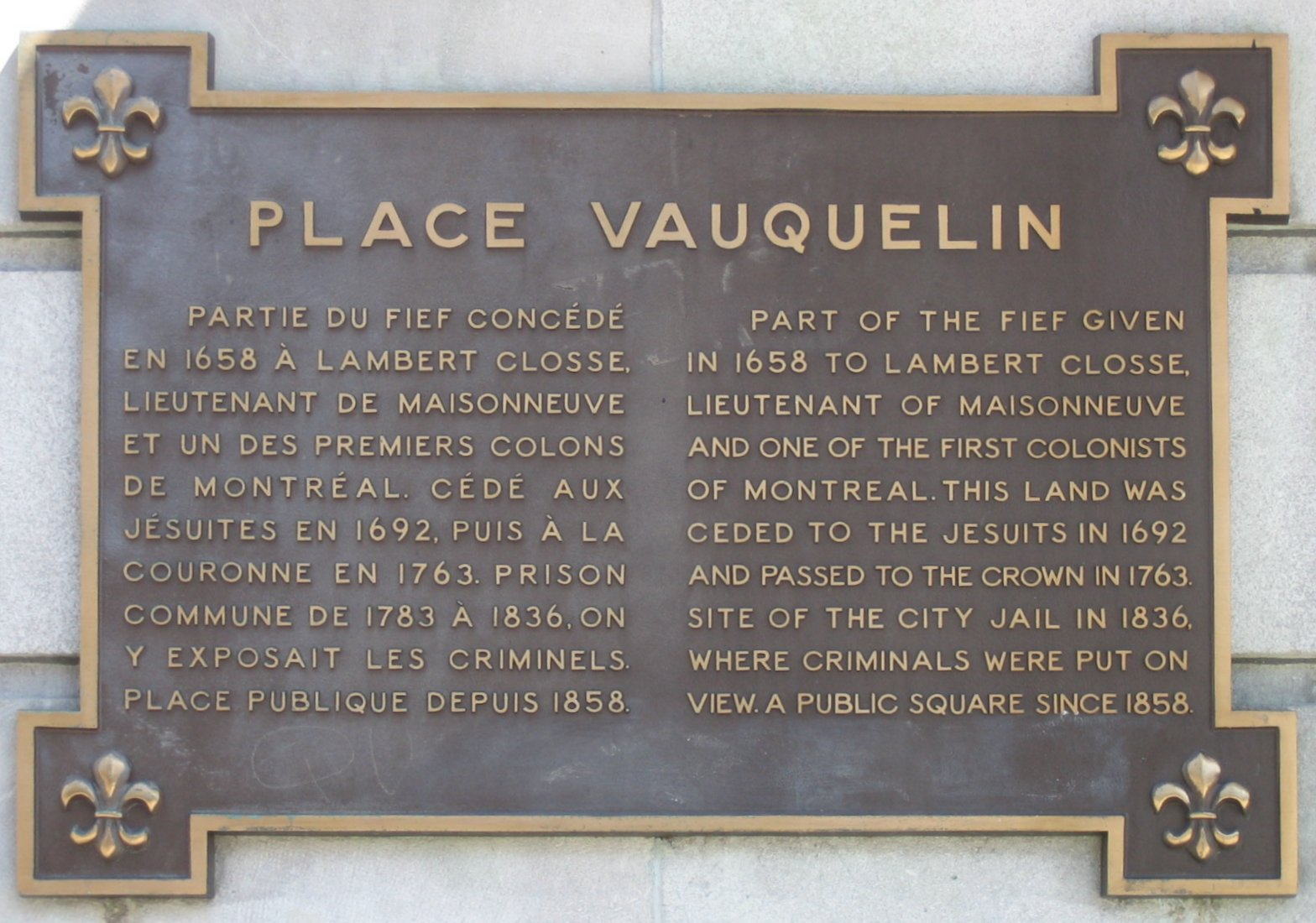
Una placa bilingüe a Mont-real (Quebec)

El bilingüisme al Canadà està garantit per les lleis i polítiques del govern federal —i d'altres nivells de govern— que obliguen a certs serveis i escrits estar disponibles al públic en anglès i francès. La població del país és majoritàriament monolingüe, perquè només el 18% dels canadencs pot parlar amb fluïdesa tant anglès com a francès. Moltes persones consideren polèmiques aquestes polítiques bilingües, especialment els que recolzen el moviment de sobirania de Quebec i molts conservadors.
A nivell provincial, només Nova Brunswick és oficialment bilingüe (segons la secció 16 de la Carta Canadenca dels Drets i les Llibertats), encara que totes les províncies ofereixen alguns serveis i fins a l'educació secundària en les dues llengües oficials. Els tres territoris són oficialment bilingües. Són també oficials diverses llengües aborígens als Territoris del Nord-oest, i l'inuktitut és llengua oficial a Nunavut.

## Història
El bilingüisme oficial en les seves diverses formes es remunta a 1867, en temps de la Confederació Canadenca, quan les Lleis de l'Amèrica del Nord Britànica van permetre tant el francès com l'anglès en els debats parlamentaris i en els judicis de les corts federals. No obstant això, durant molt temps els francòfons van estar en una posició inferior en la Confederació. L'ús del francès, especialment en l'educació, estava restringit molt sovint, especialment en províncies anglòfones com Manitoba (vegeu Qüestió de les escoles de Manitoba) i Ontario (vegeu Reglament 17). El bilingüisme en la seva forma moderna té el seu origen en la Comissió Real sobre Bilingüisme i Biculturalisme, que va començar a treballar en 1963 i va conduir a la Llei sobre les Llengües Oficials el 1969.
En 1970 s'estableix el Programa d'Identitat Federal (Federal Identity Program) que assumia una igualtat d'ús de l'anglès i el francès en totes les instàncies federals) per estandarditzar una identitat corporativa al govern canadenc.
En 1974 entra en vigor la Llei sobre l'embalatge i etiquetatge dels productes de consum que obliga a usar tant l'anglès com el francès en l'etiquetatge de tots els productes de consum distribuïts a escala nacional. Precisament, l'etiquetatge bilingüe segueix sent un dels aspectes més visibles del bilingüisme per al públic canadenc en general, la qual cosa dona lloc al fet que, a vegades, a aquest aspecte de bilingüisme se l'anomeni "bilingüisme de caixa de cereals". A més, la major part de la senyalització viària a l'Est del Canadà és bilingüe, incloent tota la província de Nova Brunswick.
En 1977, Quebec va introduir la seva Carta de la llengua francesa (l'anomenada "Llei 101") per promoure i conservar el francès a la província, desafiant indirectament la política de bilingüisme federal. Al principi, prohibia l'ús de totes les llengües excepte el francès als rètols comercials a la província, però més tard totes aquestes limitacions es van reduir de manera que permetessin l'ús altres llengües, sempre que la versió francesa fos la dominant. També exigeix que els fills d'immigrants que resideixen a Quebec assisteixin a col·legis públics francòfons; els fills de ciutadans canadencs que hagin rebut la seva educació al Canadà i en llengua anglesa poden assistir a col·legis públics anglòfons, que estan dirigits per consells escolars també anglòfons. La controvèrsia sobre aquesta part de la legislació lingüística de Quebec ha disminuït en els últims anys, perquè per regla general s'accepta que el francès sigui el llenguatge d'ús corrent de la província, igual que l'anglès ho és a la resta del Canadà.
En 1982, la Llei Constitucional de 1982 (a la que el govern de Quebec no va donar el vistiplau) va obligar les províncies i territoris, d'acord amb la secció 23, a oferir l'educació en els dos idiomes oficials on els nombres així ho justifiquin, és a dir, allí on la demanda fos prou alta. També va agregar la Clàusula del Canadà, que ampliava els drets a rebre serveis educatius en altres llengües minoritàries arreu del país. En 1988 es va introduir una segona versió de la Llei sobre les Llengües Oficials, que tenia en compte els nous requisits de la Llei Constitucional. Una minoria de pares van desafiar a les autoritats provincials educatives al Tribunal Suprem sobre el que significava exactament "on els nombres així ho justifiquin". En la majoria dels casos, si no tots, va fallar a favor dels pares; el cas més recent va ser el d'uns pares acadians de Summerside, Illa del Príncep Eduard, que van aconseguir que s'obrís una escola en francès per a la petita comunitat francòfona del lloc.
En 1988, el Tribunal Suprem del Canadà va dictaminar en el cas Ford v. Quebec que les provisions de la llei sobre cartells comercials de la Carta de la Llengua Francesa de Quebec (que prohibien l'ús de la llengua anglesa en els signes exteriors) eren inconstitucionals. En 1989, l'Assemblea Nacional de Quebec va apel·lar la Clàusula derogatòria de la constitució canadenca per prescindir de l'aplicació del Tribunal. Una apel·lació de l'ONU al "cas McIntyre" va resultar en una condemna de la llei de signes de Quebec —sense importar la legalitat "canadenca" de la clàusula derogatòria. Com a resposta, l'Assemblea Nacional de Quebec va aprovar la seva Llei 86 el 1993, servint-se dels suggeriments proposats en la sentència del Tribunal Suprem de 1988, que va aprovar l'ús d'uns altres idiomes als cartells comercials a condició que la versió en francès fos la predominant.
En 1986, el govern d'Ontario va aprovar la Llei sobre els serveis en francès, que garantia als ciutadans francòfons de 24 àrees determinades de la província a rebre serveis governamentals en francès.
El 9 de març de 2005, la província d'Ontario va esmenar la Llei de la Ciutat d'Ottawa Arxivat 2005-03-14 a Wayback Machine. per a reconèixer oficialment el seu caràcter bilingüe.
El 31 de març de 2005, el Tribunal Suprem del Canadà dictaminà per unanimitat que l'article 73 de la Carta de la Llengua Francesa de Quebec, limitant l'accés a l'educació pública en anglès, violava la Carta Canadenca dels Drets i les Llibertats. El tribunal reconegué la constitucionalitat de la llei però, igual que amb el cas de la llei sobre la senyalització de 1988, va oferir a la província un conjunt de criteris per ajustar-la amb les provisions de la Carta.

## Suport i oposició
El suport al bilingüisme a Canadà és mixt. Algunes persones, en la seva majoria anglòfons que viuen en províncies canadenques amb una petita població francòfona, veuen les polítiques federals bilingües com una regulació governamental innecessària i excessiva, i per als seus detractors, la presència del francès en productes canadencs i senyals de tràfic és un recordatori constant de la política. Molts nacionalistes de Quebec, encara que es veuen beneficiats per la llei d'etiquetatge bilingüe, veuen les polítiques bilingües com un intent de diluir la seva llengua i cultura amb l'anglesa. La comunitat anglòfona de Quebec, igual que la seva homòloga francòfona en el Canadà anglès, tendeix a estar més a favor que en contra de la política. El suport al bilingüisme sembla més fort a l'àrea coneguda com a "cinturó bilingüe" (que abasta parts d'Ontario, Manitoba, oest de Quebec i Mont-real, a més de les Províncies Marítimes) i més feble en Canadà occidental, encara que hi ha partidaris i detractors arreu del país.
Grups com l'Aliança per a la Conservació de l'Anglès a Canadà, i llibres com Bilingual Today, French Tomorrow de Jock V. Andrew, han defensat el final del bilingüisme oficial, i més recentment, el Partit Reformista del Canadà ha advocat per la revocació de la política. A les eleccions de 2004, el parlamentari conservador Scott Reid, crític sobre qüestions lingüístiques del partit, va suscitar polèmica en suggerir que, si era escollit, el seu partit revisaria la política lingüística del Canadà i reduiria potencialment el subministrament de serveis bilingües.
La immersió francesa és un programa educatiu opcional que recolza el bilingüisme. És un mètode educatiu en el qual l'estudiant dona totes les assignatures en francès, no només la llengua en si. Alguns veuen la seva popularitat com un suport al bilingüisme; uns altres, en canvi, ho veuen com a elitisme en l'educació pública. Les matriculacions en programes d'immersió francesa han crescut de manera significativa en la major part de les províncies. Per als estudiants francòfons de Quebec existeix un programa similar d'immersió anglesa, però sovint entra en conflicte amb les polítiques lingüístiques oficials del govern de Quebec.

## Comunitats lingüístiques minoritàries
Si bé Quebec és l'única província de majoria francòfona, en totes les províncies i territoris hi ha parlants de francès. Cadascun d'aquests grups té les seves pròpies institucions culturals, història i identitat. Vegeu:
- Acadians (Acàdia)
- Franco-ontarians (Ontario)
- Franco-manitobans (Manitoba)
- Fransaskois (Saskatchewan)
- Franco-albertans (Alberta)
- Francòfons de la Columbia Britànica. (Columbia Britànica)
- Franco-terranovians (Terranova i Labrador)
- Franco-tenois (Territoris del Nord-oest)
- Franco-yukonesos (Yukon)
- Franco-nunavesos (Nunavut)

A més, al Quebec hi ha una comunitat anglòfona.
Encara que només l'anglès i francès tenen un estatus oficial a Canadà, totes les províncies tenen comunitats la llengua materna de les quals no és cap de les oficials. En el context particular de Quebec, són anomenats al·lòfons. Aquestes comunitats utilitzen amb freqüència les seves pròpies llengües en àmbits locals i entre ells mateixos, encara que en general adopten la llengua majoritària de la seva província com a segona o tercera llengua.
Les llengües aborígens, com l'inuktitut, l'Inuinnaqtun, el Dené Suline, el cree i el Slave, tenen l'estatut d'oficials a Nunavut i als Territoris del Nord-oest.